# Bombus pyrenaeus
Bombus pyrenaeus (saknar svenskt namn) är en insekt i överfamiljen bin (Apoidea) och släktet humlor (Bombus) som lever i Mellan- och Östeuropa.

## Beskrivning
Bombus pyrenaeus är en medelstor till liten art med kort huvud och tunga: Drottningen blir 18–20 mm lång, arbetarna 9–12 mm och hanen 11–12 mm. Mittpartiet av mellankroppen är svart, i övrigt är den blekgul. Mellankroppens blekgula färg fortsätter på undersidan. Främre delen av bakkroppen är svart med ett blekgult band mellan 1:a och 2:a tergiterna, medan 3:e till 6:e tergiterna är orangegula.

## Ekologi
Habitatet utgörs av bergsområden med bland annat ängar (främst Spanien, Frankrike, Bulgarien), skog (Spanien) och skogsgläntor (Polen).
Den övervintrande drottningen kommer fram tidigt i maj för att bygga ett bo, vanligen underjordiskt i ett övergivet smågnagarbo, men det kan även förläggas ovan jord i någon grästuva. Boet kan som mest innehålla mellan 50 och 120 individer. De unga könsdjuren (drottningar och hanar) kommer fram i slutet av juli. Arten är en renodlad bergsart, som i Alperna och Pyreneerna kan gå så högt som 2 700 m.
Humlan är polylektisk, den besöker olika blommande växter från ett flertal familjer, men vissa favoriter är tydliga, något som dessutom skiljer sig med avseende på könet: Honorna (drottning och arbetare) besöker främst blåbär och Rhododendron-arter, medan hanarna föredrar mjölke.

## Utbredning och underarter
Bombus pyrenaeus förekommer i de stora bergskedjorna i Mellan- och Östeuropa mellan 40° och 50° N, som Pyreneerna med underarten Bombus pyrenaeus pyrenaeus, Alperna med underarten Bombus pyrenaeus tenuifasciatus, Tatrabergen med underarten Bombus pyrenaeus afasciatus och bergen i Balkan och Karpaterna med underarten Bombus pyrenaeus balcanicus. Landsmässigt omfattar utbredningsområdet tre skilda områden: 1) Gränsområdet mellan Spanien och Frankrike, 2) sydöstra Frankrike över södra Tyskland, Schweiz, norra Italien till Österrike och norra Slovenien, samt 3) Balkan från östra Bosnien och Hercegovina och västra Serbien söderut till Albanien och norra Grekland samt i en båge norrut från Bulgarien över Rumänien och västra Ukraina till allra östligaste Tjeckien och södra Polen.

## Bevarandestatus
Populationen är i huvudsak stabil; visserligen kan arten minska i vissa delar av utbredningsområdet, men å andra sidan kan den förekomma ymnigt i andra. Internationella naturvårdsunionen (IUCN) konstaterar att den i likhet med andra alpina biarter kan utsättas för habitatförlust genom klimatförändringarna, men klassificerar den ändå som livskraftig (LC).